# Streptopelia
Genre

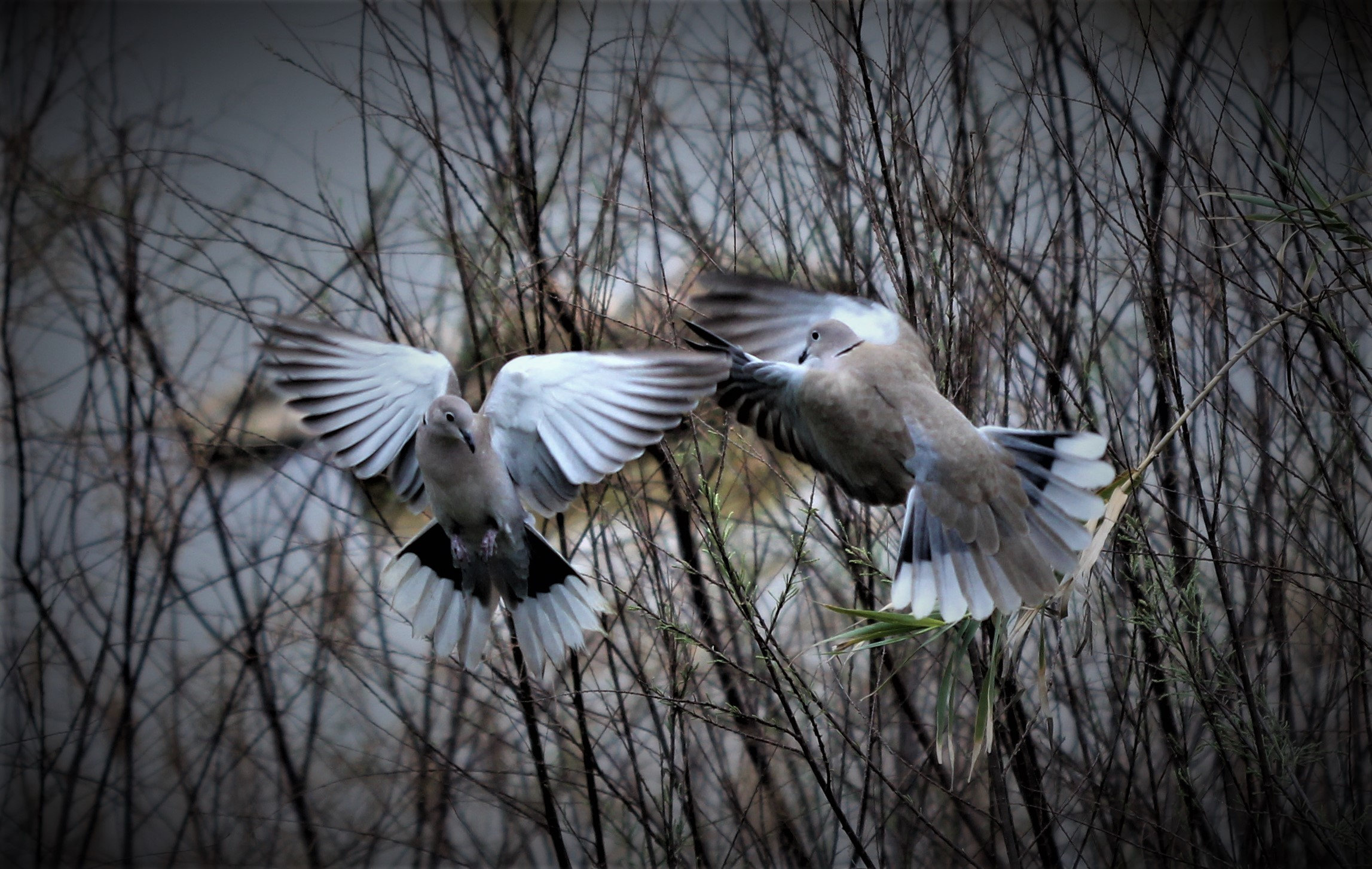
Streptopelia en vol. Février 2021.

Le genre Streptopelia regroupe des tourterelles de la famille des colombidés. Certaines sont parfois considérées comme domestiques.

## Liste des espèces et sous-espèces
Selon la classification de référence du Congrès ornithologique international (version 15.1, 2025) :
- Streptopelia turtur – Tourterelle des bois
- Streptopelia lugens – Tourterelle à poitrine rose
- Streptopelia hypopyrrha – Tourterelle d'Adamaoua
- Streptopelia orientalis – Tourterelle orientale
- Streptopelia bitorquata – Tourterelle à double collier
- Streptopelia dusumieri – Tourterelle des Philippines
- Streptopelia decaocto – Tourterelle turque
- Streptopelia xanthocycla – Tourterelle birmane
- Streptopelia roseogrisea ou S. risoria – Tourterelle rieuse
- Streptopelia reichenowi – Tourterelle de Reichenow
- Streptopelia decipiens – Tourterelle pleureuse
- Streptopelia semitorquata – Tourterelle à collier
- Streptopelia capicola – Tourterelle du Cap
- Streptopelia vinacea – Tourterelle vineuse
- Streptopelia tranquebarica – Tourterelle à tête grise

La tourterelle domestique (Streptopelia risoria) n'est pas considérée comme un taxon par la classification de référence (version 3.5, 2013) du Congrès ornithologique international. Le nom scientifique de la Tourterelle rieuse (dont la tourterelle domestiquée n'est qu'une forme) est disputé. Plusieurs autorités taxinomiques la désignent sous le nom de Streptopelia risoria.